# Josep Grau i Jassans
Josep Grau i Jassans (Barcelona, 4 de maig de 1899 - Ciutat de Mèxic, 19 d'abril de 1967) fou un comerciant, periodista i polític català, diputat a les Corts de la Segona República Espanyola.

## Biografia
El 1924 formà part amb Joaquim Maurín i Julià formà part de la delegació de la minoria sindicalista al III Congrés de la Internacional Socialista Revolucionària. En proclamar-se la Segona República Espanyola, Lluís Companys el nomenà secretari polític. Fou elegit diputat per ERC a les eleccions generals espanyoles de 1931 i 1933, on defensà les pèssimes condicions de vida dels treballadors del Cardener i l'Alt Llobregat durant la insurrecció anarquista de 1931. El maig de 1934 fou expulsat d'ERC acusat de simular un atemptat contra ell mateix per tal d'incriminar les Joventuts d'Esquerra Republicana- Estat Català (JEREC). El 1936 fou rehabilitat i durant la Guerra Civil espanyola fou inspector de la companyia arrendatària del transport de la CAMPSA i inspector de comissaris municipals. En acabar la guerra civil marxà cap a França, però el 1942 marxà cap a Mèxic.
Es va casar amb Esperança Vázquez i García, va viure a Mèxic els últims anys de la seva vida, a casa de la filla Anna Maria.